# Crowbar

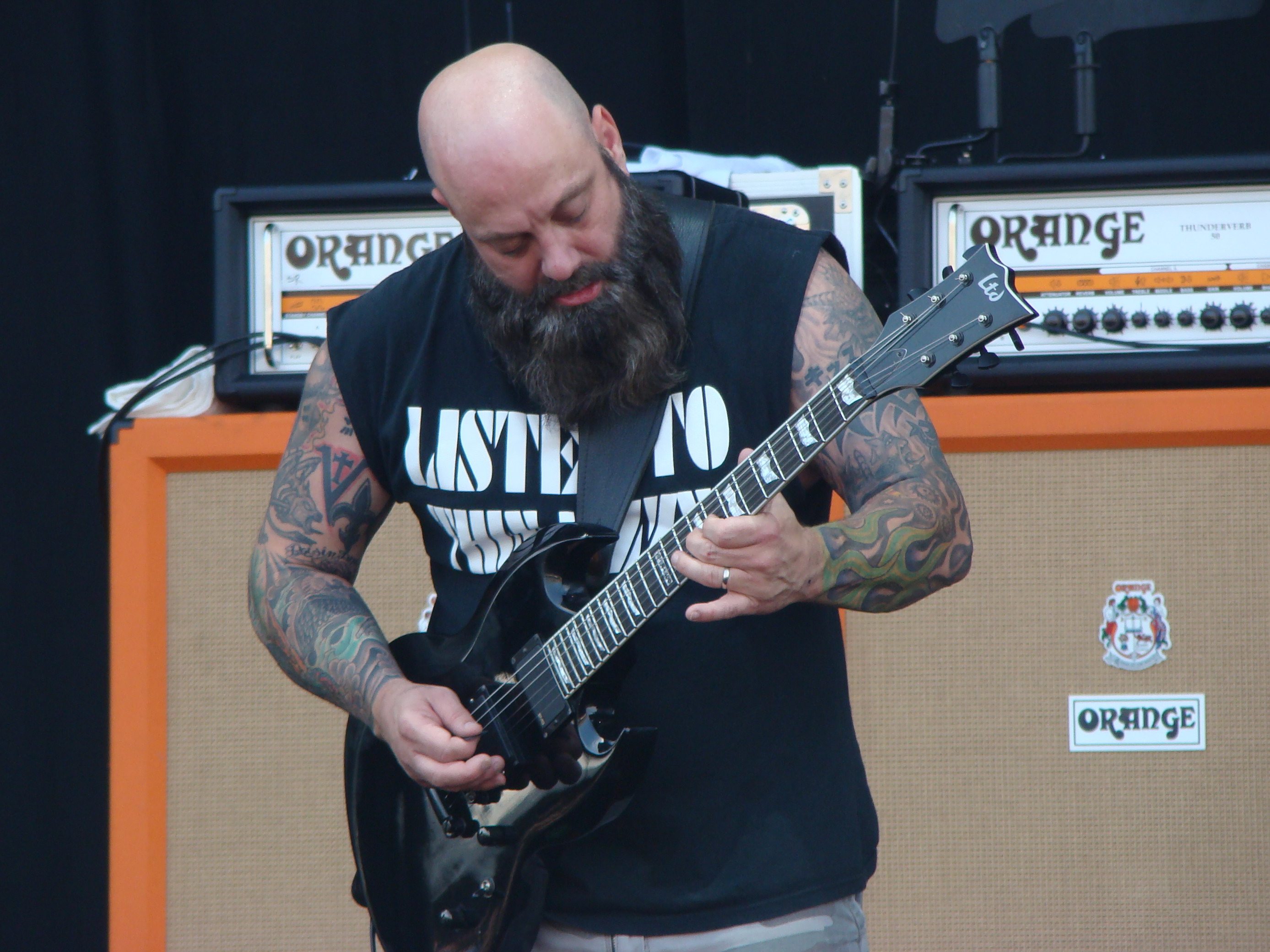
Kirk Windstein, frontman i Crowbar.

Crowbar är ett amerikanskt doom/sludge metal-band från New Orleans, Louisiana, bildat 1989. Kirk Windstein, känd från bland annat Down, sjunger och spelar gitarr i gruppen.

## Medlemmar
Nuvarande medlemmar
- Kirk Windstein – sång, gitarr (1989– )
- Todd "Sexy T" Strange – basgitarr (1989–2000, 2016– )
- Tommy Buckley – trummor (2005– )
- Matthew Brunson – gitarr (2009– )

Tidigare medlemmar
- Mike Savoie – basgitarr (1989)
- Jimmy Bower – trummor (1989–1990, 1996–1998)
- Kevin Noonan – gitarr (1989–1990, 1991–1993)
- Craig Nunenmacher – trummor (1991–1995, 2000, 2004–2005)
- Travis – gitarr (1991)
- Wayne "Doobie" Fabra – trummor (1991)
- Mitchel Leonard – gitarr (1991)
- Matt Thomas – gitarr (1993–1997)
- Jay Abbene – gitarr (1996)
- Sammy Pierre Duet – gitarr (1998—2002)
- Jeremy Young – basgitarr (2000)
- Sid Montz – trummor (2000)
- Tony Costanza – trummor (2001)
- Jeff "Okie" Okoneski – basgitarr (2001–2004)
- Steve Gibb – gitarr, bakgrundssång (2004–2009)
- Rex Brown – basgitarr, akustisk gitarr, keyboard (2004—2005)
- Pat Bruders – basgitarr (2005–2013)
- Jeff Golden – basgitarr (2013–2016)

## Diskografi
Studioalbum
- 1992 – Obedience Thru Suffering
- 1993 – Crowbar
- 1995 – Time Heals Nothing
- 1996 – Broken Glass
- 1998 – Odd Fellows Rest
- 2000 – Equilibrium
- 2001 – Sonic Excess in Its Purest Form
- 2005 – Lifesblood for the Downtrodden
- 2011 – Sever the Wicked Hand
- 2014 – Symmetry in Black

EP
- 1994 – Live + 1

Singlar
- 2010 – "Let Me Mourn"
- 2011 – "Isolation"

Samlingsalbum
- 1997 – Past and Present
- 2000 – Sludge: History of Crowbar

Video
- 1997 – "Like Broken" Home Video (VHS)
- 2007 – Live: With Full Force (DVD)